# Villa Migliavacca
Villa Migliavacca, anche nota come Villa Clementina, è una storica residenza di Introbio in Lombardia.

## Storia
Fu progettata dall'architetto Ulderico Bottoli di Milano per volere di Antonio Migliavacca e costruita tra il 1911 e il 1914 con uno stile che riprendeva quello del Quattrocento milanese e in particolare il Castello Sforzesco. 
La villa è oggi la sede del municipio di Introbio. 

## Descrizione
L'edificio si presenta con un aspetto formale e una commistione di elementi rinascimentali e medievali che lo rendono simile a un castello immerso in un ampio giardino.
La villa, ad eccezione della torre posta sul lato settentrionale, presenta un volume unitario con decorazioni a graffito raffiguranti prevalentemente motivi geometrici e lineari. Le facciate sono in pietra nella parte bassa e laterizio in quella superiore.
Il giardino è caratterizzato da una lunga scala coperta e dall'alto muro di cinta.

## Galleria d'immagini

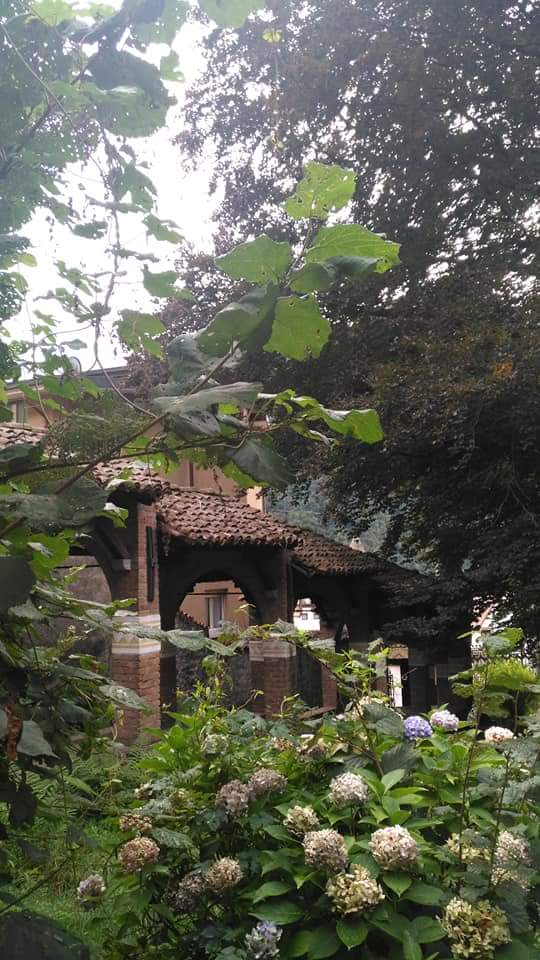
La villa vista dal giardino
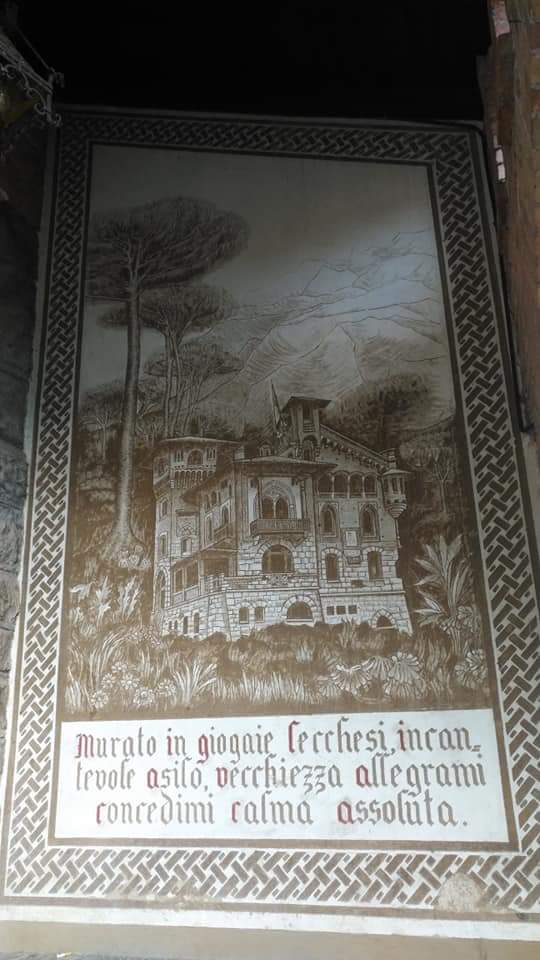
Targa commemorativa con dedica
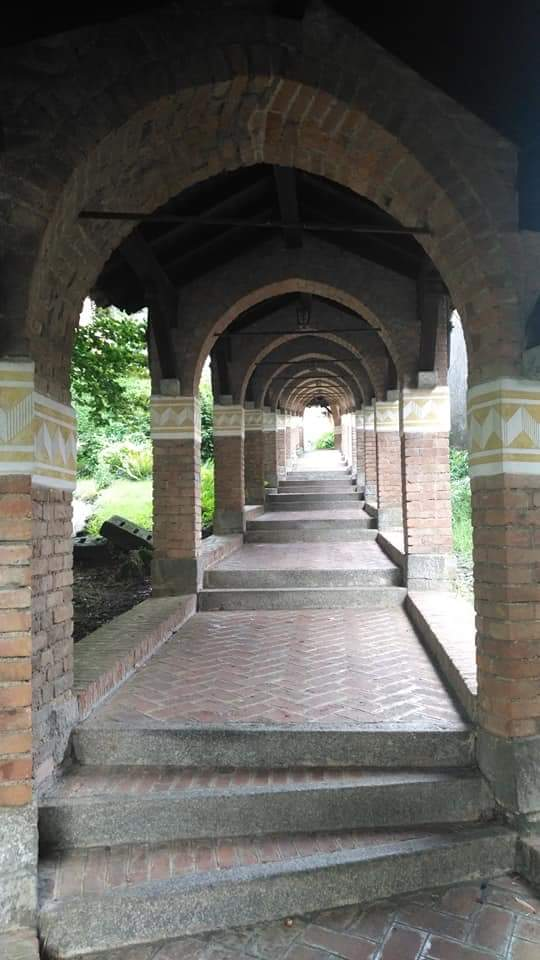
Il porticato
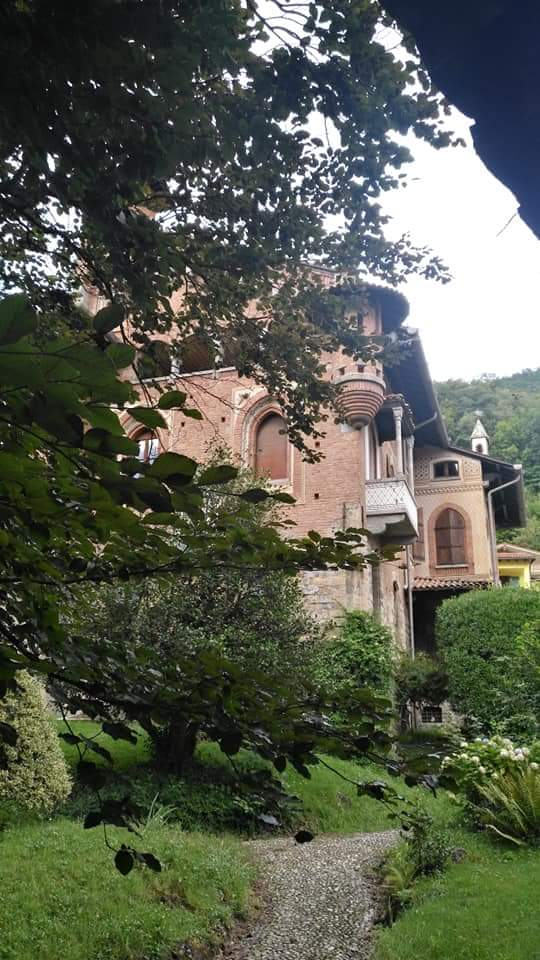
Particolare della villa
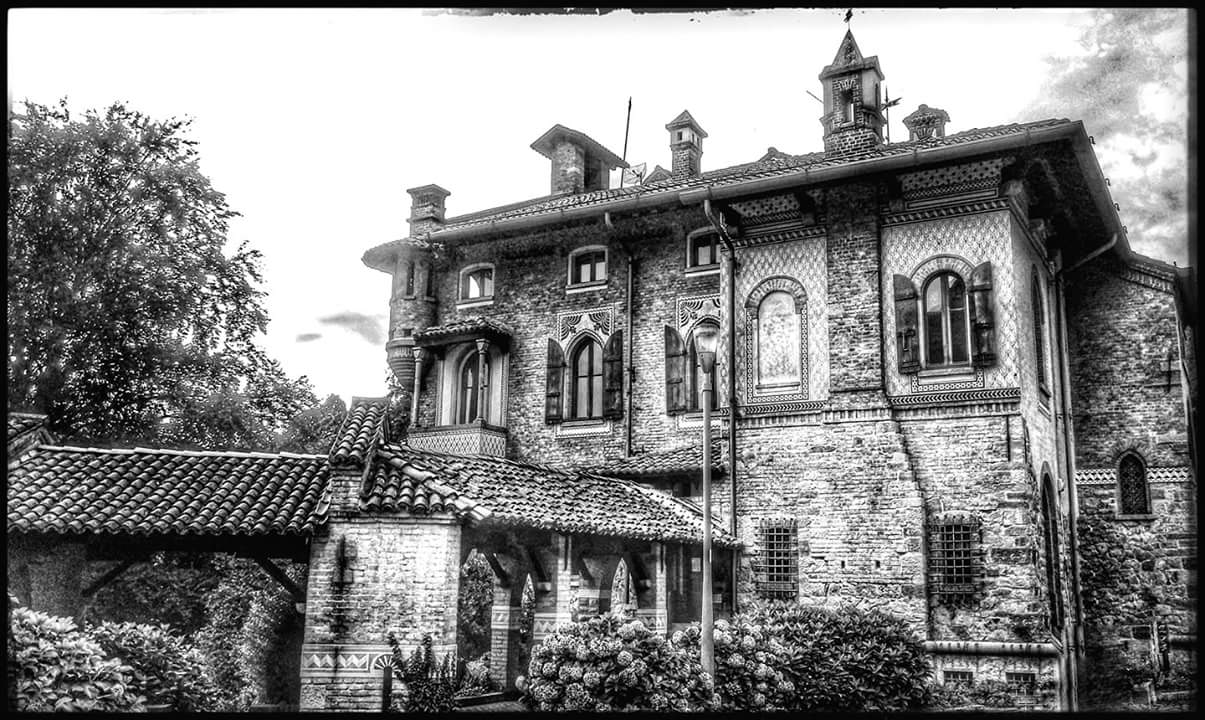
Veduta d'insieme in bianco e nero
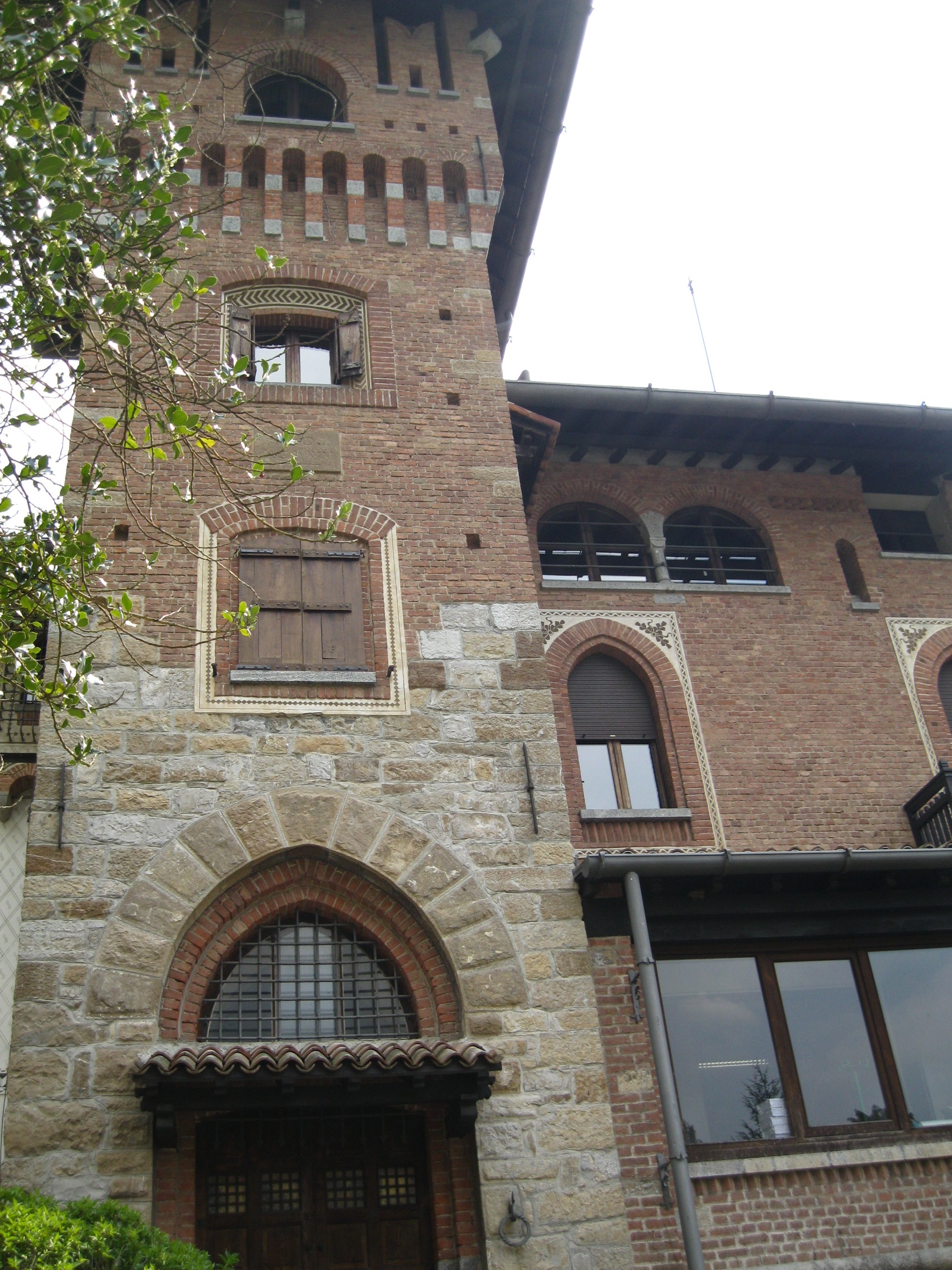
Torre